# Söderala distrikt
Söderala distrikt är ett distrikt i Söderhamns kommun och Gävleborgs län. Distriktet ligger omkring Söderala i sydöstra Hälsingland. 

## Tidigare administrativ tillhörighet
Distriktet inrättades 2016 och utgörs av en del av Söderala socken i Söderhamns kommun.
Området motsvarar den omfattning Söderala församling hade 1999/2000 och fick 1917 efter utbrytningar.

## Tätorter och småorter
I Söderala distrikt finns två tätorter och fem småorter.

### Tätorter
- Marmaskogen
- Marmaverken

### Småorter
- Askesta
- Berga
- Ina och Sund
- Myskje (del av)
- Onsäng